# Euastrum divaricatum
Euastrum divaricatum là một loài Song tinh tảo trong họ Desmidiaceae, thuộc chi Euastrum.